# Мирный, Виталий Александрович
Виталий Александрович Мирный (укр. Віталій Олександрович Мирний; род. 3 апреля 1992, Полтава) — украинский футболист, вратарь

## Биография
Футболом начал заниматься в родной Полтаве. Входил в юношескую команду «Молот». Позднее переехал в Кременчуг, где выступал в молодёжной команде «Кременя».
В 2011 году Мирный уехал выступать в Прибалтику. Сначала вратарь выступал в эстонской «Левадии». За основной состав Мирный не сыграл ни одной игры, довольствуясь матчами за вторую команду.
С 2012 по 2013 год голкипер защищал ворота литовской «Банги». В Высшем дивизионе Литвы он провел 55 матчей, в которых пропустил 77 мячей.
В начале 2014 года Виталий Мирный вернулся на Украину и подписал контракт с клубом Второй лиги «Славутич». 22 декабря 2015 года, после завершения срока контракта, сотрудничество между футболистом и клубом по обоюдному согласию сторон было решено не продлевать.